# 競技體育
競技體育是指最高水準的體育運動，往往參加此類運動的人士為專業運動員以及職業運動員。競技體育强调的是赢得比赛，它与大众体育或休閒体育、業餘體育有所区别，后者强调的是重在參與。
在許多國家都有職業體育聯賽，例如北美職業體育聯賽、足球領域的英超、西甲、意甲。而参加奥林匹克运动会或世界運動會的運動員有些為專業運動員，也有一些運動員可能是兼职選手，還有一些運動員獲得過政府的补助。学生运动员，尤其對於大學生來說，尽管名义上是业余運動員，但表現好的大學生不亞於職業運動員。例如美國的NCAA一级男子篮球锦标赛參賽者，拔尖的美國大學籃球運動員還能參加美國的NBA选秀。
運動心理學和運動醫學的研究對象是專業运动员而不是大众體育參與者。基本上在体育运动中使用體育禁藥的情況在競技體育中更容易出現。在此背景下某些機構為幫助職業運動員提高成绩而進行表現增強物質研發，尽管这种做法在體育界屬於非法行为。
許多國家同時支持發展競技體育和大众体育；有些國家設立專門的體育管理機構来支持職業运动员和资助、培養可能赢得奧林匹克運動會獎牌的运动员。國家对職業運動員的资助可能是出于提高国家威望的考虑（例如中华人民共和国、蘇聯、東德），或者是鼓励大众体育發展的一種措施。冷战期間東方集團就对競技體育展開了投资；西方国家从20世纪80年代开始出于类似的目的也建立了体育学院，用來培养有前途的年轻运动员。这类體育培訓机构為了提升各自国家在奧林匹克運動會獎牌榜上的排名来设定相應的目标。